# Халявинська сільська рада
Халя́винська сільська́ ра́да — орган місцевого самоврядування у Чернігівському районі Чернігівської області. Адміністративний центр — село Халявин.

## Загальні відомості
Халявинська сільська рада утворена в 1919 році.
- Територія ради: 48,37 км²
- Населення ради: 1399 осіб (станом на 2001 рік)

## Населені пункти
Сільській раді підпорядковані населені пункти:
- с. Халявин
- с. Полуботки
- с. Шевченка

## Склад ради
Рада складається з 16 депутатів та голови.
- Голова ради: Лісова Алла Іванівна
- Секретар ради: Зубок Алла Василівна

### Керівний склад попередніх скликань
| ПІБ                  | Основні відомості                                                                       | Дата обрання | Дата звільнення |
| -------------------- | --------------------------------------------------------------------------------------- | ------------ | --------------- |
| Лісова Алла Іванівна | Сільський голова, 1963 року народження, освіта середня спеціальна, член Партії регіонів | 26.03.2006   | 31.10.2010      |
| Лісова Алла Іванівна | Сільський голова, 1963 року народження, освіта середня спеціальна, член Партії регіонів | 31.10.2010   |                 |

Примітка: таблиця складена за даними джерела

### Депутати
За результатами місцевих виборів 2010 року депутатами ради стали:

#### За суб'єктами висування
| Суб'єкт висування | Кількість обраних депутатів | %    |
| ----------------- | --------------------------- | ---- |
| Самовисування     | 9                           | 56,3 |
| Партія регіонів   | 7                           | 43,8 |

#### За округами
| № округу        | Прізвище, ім'я, по батькові    | Дата визнання обраним | Освіта             | Партійна приналежність                        | Відомості про обраного депутата |
| --------------- | ------------------------------ | --------------------- | ------------------ | --------------------------------------------- | --- |
| Партія регіонів |                                |                       |                    |                                               | |
| 1               | Потапенко Валентина Федорівна  | 01.11.2010            | середня спеціальна | член Партії регіонів                          | Халявин-ськасільська рада, касир |
| 2               | Заровний Ігор Павлович         | 01.11.2010            | середня спеціальна | член Партії регіонів                          | тимчасово не працює |
| 8               | Вершняк-Білик Віра Георгіївна  | 01.11.2010            | вища               | член Партії регіонів                          | Відділення зв'язку с. Халявин, листоноша |
| 9               | Потапенко Ніна Євгеніївна      | 01.11.2010            | середня спеціальна | член Партії регіонів                          | Філія Ощадбанку № 7903 с. Халявин, контролер |
| 10              | Гущин Анатолій Петрович        | 01.11.2010            | середня спеціальна | член Партії регіонів                          | Халявинський Будинок культури, директор |
| 15              | Бурдученко Юрій Юрійович       | 01.11.2010            | середня спеціальна | член Партії регіонів                          | Служба у Міністерстві Внутрішніх Справ Окремого батальйону міліції Управління Державної Служби Охорони при УМВС України в Чернігівській області, міліціонер спец. підрозділу груп затримання |
| 16              | Передня Лариса Василівна       | 01.11.2010            | середня спеціальна | член Партії регіонів                          | ФП с. Полуботки, завідувачка фельдшерського пункту |
| Самовисування   |                                |                       |                    |                                               | |
| 3               | Авраменко Лілія Борисівна      | 01.11.2010            | вища               | член Соціалістичної партії України            | Чернігівський держекспертцентр, касир |
| 4               | Попков Семен Миколайович       | 01.11.2010            | вища               | член Соціалістичної партії України            | Чернігівський держекспертцентр, агроном-сортовипробувач |
| 5               | Пархоменко Сергій Миколайович  | 01.11.2010            | середня спеціальна | член Партії регіонів                          | Чернігівська обласна психоневрологічна лікарня, молодша медична сестра |
| 6               | Дахно Валерій Іванович         | 01.11.2010            | середня спеціальна | позапартійний                                 | ТОВ «ЧІМК» філія «Прогрес», головний ветеринарний лікар |
| 7               | Хоменко Ніна Семенівна         | 01.11.2010            | вища               | член Всеукраїнського об'єднання «Батьківщина» | Халявинська загальноосвітня школа І-ІІІ ст., вчитель української мови |
| 11              | Макарова Лариса Григорівна     | 01.11.2010            | середня спеціальна | член Партії регіонів                          | Халявинська сільська рада, головний бухгалтер |
| 12              | Зубок Алла Василівна           | 01.11.2010            | середня спеціальна | член Політичної партії «Сила і Честь»         | Халявинська сільська рада, сектетар |
| 13              | Половецька Світлана Миколаївна | 01.11.2010            | вища               | позапартійна                                  | Халявинська загальноосвітня школа І-ІІІ ст., педагог-організатор |
| 14              | Саламахо Олег Євгенійович      | 01.11.2010            | вища               | позапартійний                                 | Знаходиться на обліку в Чернігівському районному Центрі Зайнятості |